# Boyky (1939)
El destructor Boyky (en ruso: Бойкий, lit. 'Activo') fue uno de los destructores de la clase Gnevny (conocida oficialmente como Proyecto 7) construidos para la Armada Soviética a finales de la década de 1930. Completado en 1939, fue asignado a la Flota del Mar Negro. Después del inicio de la invasión alemana de la Unión Soviética en junio de 1941, el barco ayudó a colocar campos de minas en Sebastopol. Durante el asedio de Odesa, el Boyky transportó tropas y suministros a la ciudad sitiada, mientras proporcionaba apoyo de fuego naval a los defensores, luego ayudó a evacuarlos en octubre. Durante el asedio de Sebastopol, realizó el mismo tipo de misiones y posteriormente participó en la Batalla del Estrecho de Kerch a finales de 1941. 
Después de la conquista de Sebastopol en julio de 1942, el Boyky continuó proporcionando fuego de apoyo naval a las tropas soviéticas y las transportó a Tuapsé y a otros puertos amenazados por el avance alemán hacia el sureste a lo largo de la costa del Mar Negro. El buque proporcionó una diversión durante los desembarcos de tropas soviéticas cerca de Novorossiísk a principios de 1943.  
Su participación activa en la guerra terminó en octubre de 1943, cuando los destructores Járkov, Besposhchadny y Sposobny bombardearon las ciudades de Yalta, Alushta y Feodosia en Crimea, posteriormente, durante su viaje de regreso, fueron atacados por bombarderos en picado Junkers Ju-87 Stukas y hundidos, con grave pérdida de vidas. Este incidente llevó a Stalin a emitir una orden prohibiendo el uso de barcos del tamaño de un destructor o más grandes sin su permiso expreso. Después de la guerra, sufrió un largo proceso de modernización y luego se convirtió en un barco objetivo en 1956; el buque fue hundido en 1962. 

## Diseño y desarrollo
Después de construir los destructores de clase Leningrado, grandes y costosos de 40 nudos (74 km/h), la Armada soviética buscó la asistencia técnica de Italia para diseñar destructores más pequeños y más baratos. Obtuvieron la licencia de los planos de los destructores italianos de la clase Folgore y, al modificarlos para sus propósitos, sobrecargaron un diseño que ya era un poco inestable.
Los destructores de la clase Gnevny tenían una eslora total de 112,8 metros, una manga de 10,2 metros y un calado de 4,8 metros a toda carga. Los buques tenían un sobrepeso significativo, casi 200 toneladas más pesados de lo diseñado, desplazando 1612 toneladas con carga estándar y 2039 toneladas a toda carga. Su tripulación constaba de 197 oficiales y marineros en tiempo de paz y 236 en tiempo de guerra.
Los buques contaban con un par de turbinas de vapor con engranajes, cada una impulsaba una hélice, capaz de producir 48 000 ihp en el eje (36 000 kW) usando vapor de tres calderas de tubos de agua que estaba destinado a darles una velocidad máxima de 37 nudos (69 km/h). Los diseñadores habían sido conservadores al calificar las turbinas y muchos, pero no todos, los buques excedieron fácilmente su velocidad diseñada durante sus pruebas de mar. Las variaciones en la capacidad de fueloil significaron que el alcance de los destructores de la clase Gnevny variaba entre 1670 y 3145 millas náuticas (3093 a 5825 km; 1922 a 3619 millas) a 19 nudos (35,00 km/h).
Tal y como estaban construidos, los buques de la clase Gnevny montaban cuatro cañones B-13 de 130 mm en dos pares de monturas individuales superfuego a proa y popa de la superestructura. La defensa antiaérea corría a cargo de un par de cañones 34-K AA de 76,2 mm en monturas individuales y un par de cañones AA 21 K de 45 mm, así como dos ametralladoras AA DK o DShK de 12,7 mm. Así mismo, llevaban seis tubos lanzatorpedos de 533 mm en dos montajes triples giratorios; cada tubo estaba provisto de una recarga. Los barcos también podrían transportar un máximo de 60 o 95 minas y 25 cargas de profundidad. Estaban equipados con un juego de hidrófonos Marte para la guerra antisubmarina, aunque eran inútiles a velocidades superiores a tres nudos (5,6 km/h). Los buques estaban equipados con dos paravanes K-1 destinados a destruir minas y un par de lanzadores de cargas de profundidad.

## Historial de combate
El destructor Boyky fue construido en el astillero n.° 198  (en ruso, Николаевский судостроительный завод, lit. 'Astillero Nikolaev') en la ciudad ucraniana de Nikolayev. Se inició su construcción el 23 de agosto de 1936 y se botó el 17 de abril de 1936. El buque fue finalmente completado el 9 de marzo de 1939  y asignado a la Flota del Mar Negro, el 17 de mayo.

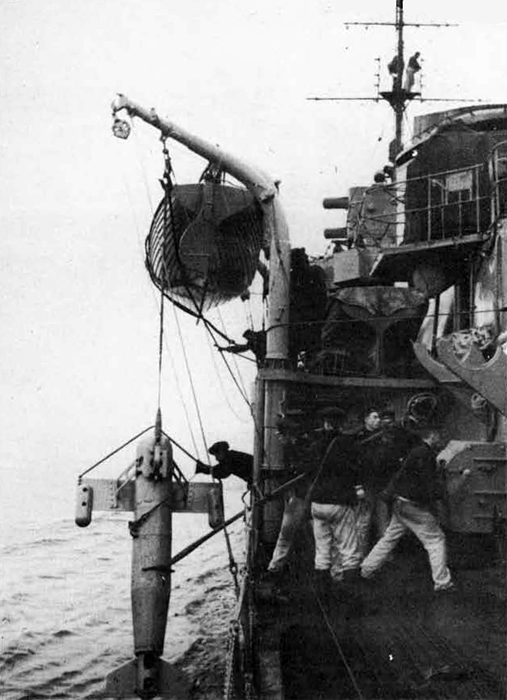
Izando un paraván a bordo del Boyky

Cuando los alemanes invadieron la Unión Soviética el 22 de junio de 1941, el barco fue asignado a la 2.º División de Destructores. Del 23 al 24 de junio, el Boyky colocó minas defensivas frente a Sebastopol. El 9 de julio, la 2.º División de Destructores, que incluía al destructor líder Járkov, el Boyky y sus buques gemelos —el Bodry, el Bezuprechny y Besposhchadny— hicieron un intento fallido de interceptar los envíos del Eje cerca de Fidonisi. Del 14 al 17 de agosto, el Boyky escoltó a los buques incompletos que estaban siendo evacuados de los astilleros de Nikolayev.

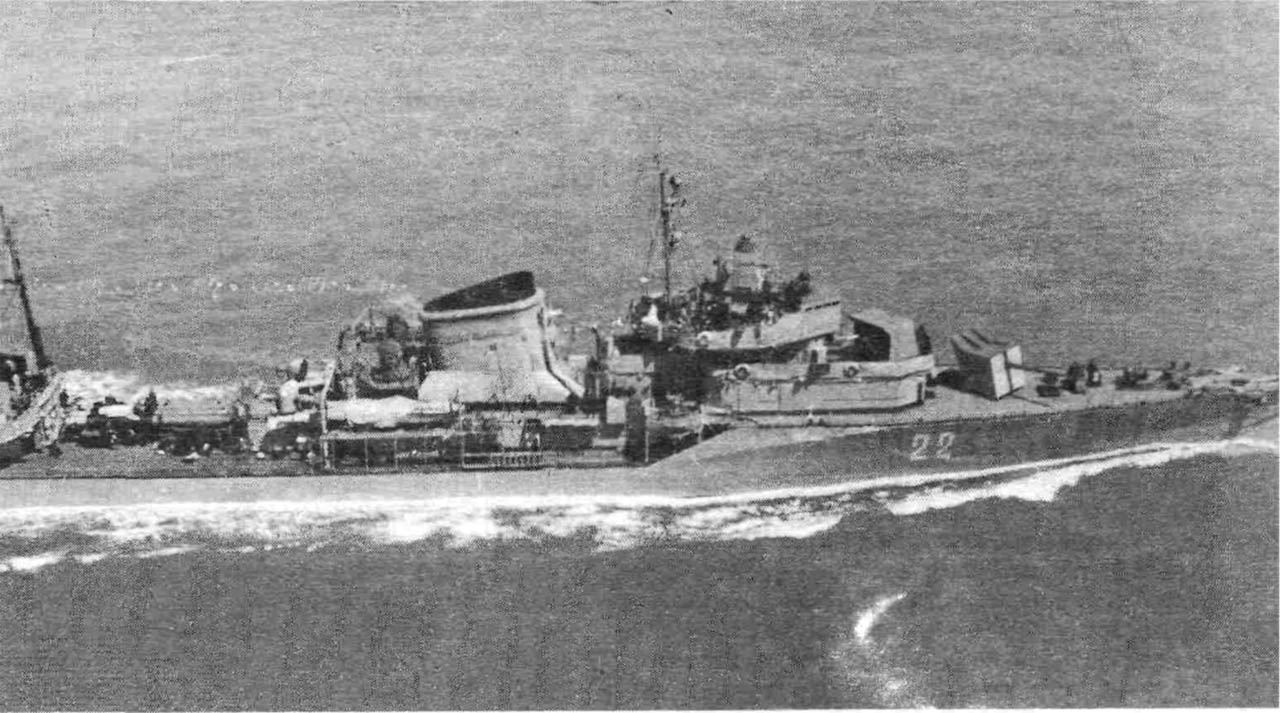
Vista aérea del Boyky navegando por el mar Negro

El 1 y 2 de septiembre, junto con los cruceros ligeros Chervona Ukraina y Komintern y los destructores Nezamozhnik y Shaumyan, Boyky y Besposhchadny bombardearon posiciones del Eje al oeste de Odessa. Ese mismo mes, el Boyky comenzó a transportar tropas y suministros a la sitiada ciudad de Odesa, así como a proporcionar apoyo de fuego naval. El 7 de septiembre, el Boyky y el destructor Sposobny escoltaron al comandante de la Flota del Mar Negro, el vicealmirante Filipp Oktyabrsky, a bordo del destructor líder Járkov hasta Odesa. Mientras estaban presentes, los tres buques bombardearon a las tropas rumanas. Del 16 al 21 de septiembre, el destructor ayudó a escoltar los buques que transportaban a la 157.ª División de Fusileros a Odesa. Desembarcó una compañía de infantería naval detrás de las líneas rumanas en Grigorievka el 21 de septiembre y les brindó apoyo de fuego al día siguiente.
Del 3 al 6 de octubre, ayudó a escoltar los buques que evacuaban a la 157.ª División de Fusileros de Odesa a Sebastopol. Escoltó el submarino dañado Shch-212 a Sebastopol el 27 de octubre. el 31 de octubre, fue asignado al grupo de apoyo de fuego que defendía Sebastopol y luego ayudó a evacuar a las tropas soviéticas aisladas en las bolsas de resistencia a lo largo de la costa del mar Negro a Sebastopol a principios de noviembre. Cuando no estaba bombardeando posiciones del Eje, el Boyky transportaba refuerzos y suministros a Sebastopol. Del 17 de noviembre al 1 de diciembre, el buque fue reacondicionado en Poti (Georgia). Del 29 al 30 de diciembre, escoltó a varios buques cargados con refuerzos durante la batalla del Estrecho de Kerch. En total durante 1941, el Boyky disparó un total de 1.227 proyectiles de su armamento principal, colocó 106 minas y transportó 4883 soldados.

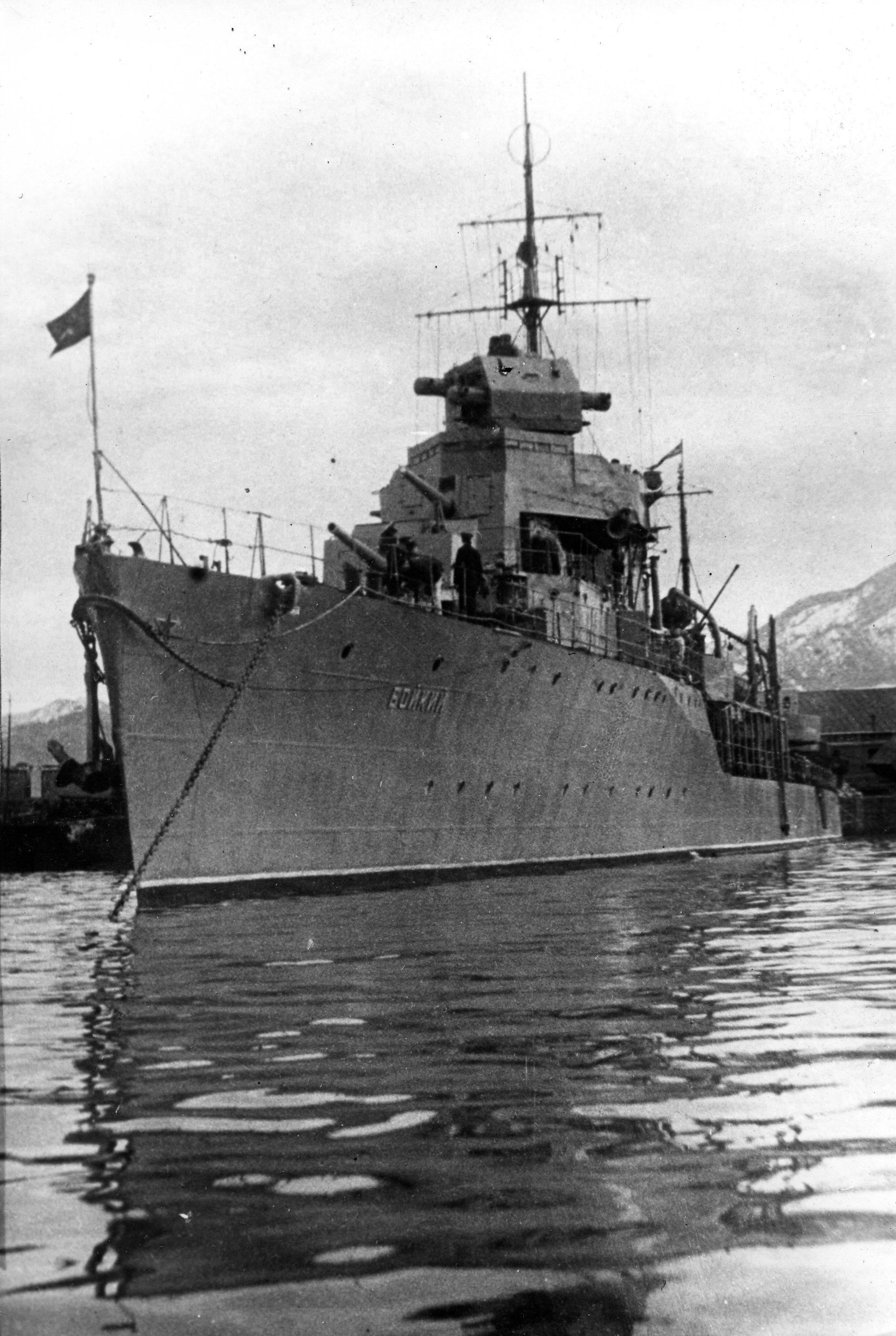
El destructor Boyky después de la modernización.

Del 3 al 5 de enero de 1942, junto con el destructor Soobrazitelny, escoltó a un par de buques mercantes al Bósforo. La noche siguiente, el destructor escoltó al acorazado Parizhskaya Kommuna mientras bombardeaba posiciones enemigas cerca de Staryi Krym. Durante la noche del 6 al 7 de enero, el Boyky desembarcó 450 hombres al oeste de Feodosia. Mientras escoltaba al transporte SS Serov de Novorossíisk a Poti, chocó con el mercante que escoltaba y se vio obligado a regresar a puerto. Fue reparado en Tuapsé del 16 de enero al 11 de febrero, aunque sufrió más daños por una tormenta el 22 de enero. El Boyky reanudó el transporte de suministros a Sebastopol y, a menudo, bombardeó a las posiciones del Eje en Crimea. Se han conservado registros parciales de sus gastos de munición de su armamento principal: 134 rondas el 22 y 26 de febrero y 118 rondas el 5, 14, 15 y 26 de abril. Su última misión de suministro a Sebastopol fue el 23 de mayo antes de que el barco pasara los siguientes meses en reparación.
La noche del 2 al 3 de octubre, los destructores Soobrazitelny y Boyky bombardearon el puerto de Yalta con 97 obuses. Del 24 al 28 de octubre, el destructor ayudó a transportar tropas para reforzar a los defensores de Tuapsé. Un mes después, el Besposhchadny y el Boyky recibieron la misión de atacar los barcos del Eje frente a la costa búlgara y bombardear el puerto de Mangalia (Rumania). No pudieron localizar ningún barco y confundieron las rocas costeras con un convoy en medio de una densa niebla, el 1 de diciembre, disparando 141 proyectiles con sus cañones principales y seis torpedos contra ellos. En la noche del 20 al 21 de diciembre, el destructor Járkov y el Boyky bombardearon Yalta con 168 obuses; de camino al puerto se encontraron con varias Schnellboot (lanchas torpederas) alemanas, pero ninguna de las partes resultó dañada en una acción bastante confusa. En la noche del 3 de febrero de 1943, y en preparación para los desembarcos anfibios al oeste de Novorossíisk, los destructores Boyky, Besposhchadny y Soobrazitelny y el crucero Voroshilov bombardearon posiciones alemanas durante la noche del 30 al 31 de enero; durante los desembarcos reales, el Boyky bombardeó Anapa como distracción. El barco recibió la Orden de la Bandera Roja el 27 de febrero. En la noche del 30 de abril al 1 de mayo, el Boyky y el Besposhchadny bombardearon posiciones del Eje en la península de Kerch. Dos semanas después, el Járkov y el Boyky dispararon 235 proyectiles entre los dos desde sus cañones de 130 mm contra el puerto de Anapa. Los destructores Boyky, Besposhchadny y Sposobny hicieron un intento fallido el 30 de septiembre de interceptar los transportes alemanes que evacuan a las tropas y el equipo de Cabeza de puente de Kuban.
El 6 de octubre de 1943, los destructores Járkov, Besposhchadny y Sposobny bombardearon las ciudades de Yalta, Alushta y Feodosia en Crimea, posteriormente, durante su viaje de regreso, fueron atacados por bombarderos en picado Junkers Ju-87 Stukas y hundidos, con grave pérdida de vidas. Este incidente llevó a Stalin a emitir una orden prohibiendo el uso de barcos del tamaño de un destructor o más grandes sin su permiso expreso, permiso que no fue otorgado durante el resto de la guerra.

### Posguerra
Después de la guerra, el buque sufrió un largo proceso de modernización que se extendió desde 1948 hasta el 27 de diciembre de 1951. El Boyky fue eliminado de la Lista de la Marina el 17 de febrero de 1956 y redesignado como barco de prueba con el nombre de «OS-18». Finalmente, fue hundido en aguas poco profundas en Tendra Spit el 9 de febrero de 1962.